# جون سافاج (سياسي كندي، مواليد 1936)
جون سافاج هو سياسي كندي، ولد في 23 فبراير 1936 في شاطئ كواليكم في كندا، وتوفي في 20 أكتوبر 2018. نشط حزبياً في British Columbia Social Credit Party ‏.